# 안드레 브라이텐라이터
안드레 브라이텐라이터(독일어: André Breitenreiter, 1973년 10월 2일 ~ )은 독일의 축구 감독이다. 2013년 SC 파더보른 07의 사령탑이 되어 1년만에 팀을 사상 첫 분데스리가에 진출시키게 된다.

## 선수 수상 경력

### 클럽

#### 하노버 96
- DFB-포칼 우승: 1991–92

## 감독 수상 경력

### 클럽

#### TSV 하펠제
- 로우어 삭소니 컵 우승: 2012

#### SC 파더보른 07
- 2. 푸스발-분데스리가 준우승: 2013-14